# Парк природе Сићевачка клисура
Парк природе Сићевачка клисура налази се у источној Србији на територији града Ниша и општине Бела Паланка. Најлепши облик рељефа Сићевачког подручја представља долина реке Нишаве, која се због карактеристичног морфолошког склопа и села Сићева у свом средишту назива Сићевачка клисура. Она се пружа до села Долац на изласку из Белопаланачке котлине до села Просек на уласку у Нишку котлину, на дужини од око 17 km.

## Постанак и целине
Настала је усецањем Нишаве у кречњачки рељеф. Ову велику композитну клисуру чине три морфолошке целине. То су Градиштански кањон, дужине km, усечен између узвишења Облик и венца Сврљишких планина, који је и најатрактивнији део клисуре. Тесне, готово вертикалне, степенасто одсечене камене литице, место си где се гнезде последњи парови Сурог орла у Србији. Ширина кањона при дну углавном се своди на речно корито Нишаве, а висина стеновитог кањонског зида достиже и 400 m. На изласку из кањона је узвишење Облик, где се, са Јелашничком клисуром, налази заједничко станиште два терцијарна реликта и балканска ендемита, српске рамонде и Наталијине рамонде.
Низводно између манастира Свете Петке и ушћа Островићког потока, на дужини од 2 km, Нишава протиче кроз котлинасто проширење широког дна и размакнутих, благо нагнутих страна. Део долине низводно од манастира назива се Просечка клисура. Пружа се дужином од 8 km и морфолошки је веома разнолика.
Централним делом залеђа са леве стране клисуре пружа се Островичка удолина у којој се усечени долина и већи део слива Островичког потока.
Кречњачи терени подручја одликују се појавом крашких облика рељефа. Од површинских облика заступљени су каменице, шкрапе и вртаче, а од подземних посебну атракцију представљају бројне пећине, поткапине, јаме, остењаци и др.
Једна од општих карактеристика подручја Сићевачке клисуре је степенаста морфопластика, изражена кроз вертикално смењивање заравњених површина и мање или више стрмо одсечених падина.
У Сићевачкој клисури налазе се средњовековни православни манастири, као и остаци чувеног римског пута Via Militaris.